# وحيدات الخلية الهيرمينيوسية
وحيدات الخلية الهيرمينيوسية (الاسم العلمي: Herminiimonas) هي جنس من البكتيريا، سلبية الغرام، تتبع فصيلة جرثوميات حامضية.